# アヴィアティック D.I
アヴィアティック D.I
アヴィアティック D.I
- 用途：戦闘機
- 設計者：ユリウス・フォン・ベルク
- 製造者：アヴィアティック（ドイツ語版）
- 運用者：オーストリア＝ハンガリー帝国軍航空隊（英語版）
- 初飛行：1917年1月
- 生産数：677機
- 生産開始：1917年
- 運用開始：1917年
- 運用状況：退役

アヴィアティック D.I（Aviatik D.I）はアヴィアティックが製造し、第一次世界大戦で使用されたオーストリア＝ハンガリーの複葉戦闘機である。設計者の名をとってベルク D.I（Berg D.I）やベルク戦闘機と呼ばれる。

## 概要
本機はオーストリア＝ハンガリー帝国初の自主設計戦闘機である。設計主務者はユリウス・フォン・ベルク技師であった。生産はアヴィアティックの他、ローナー、フェニックス、ロイド等が行った為、発動機、武装など各種の変型が生じている。上昇力と旋回性能に優れており、安定性も申し分なかったが、更なる性能向上を目指してより強力な発動機に換装した型もあった。
1917年後半より部隊配備が始まり、敗戦まで各戦線にて交戦した。

## 技術的特徴
他のオーストリア製航空機と同様の滑らかな合板外皮の機体であったが、強度不足のきらいがあった。また発動機が過熱し易く本機の大きな欠点となっていた。主翼には1張間の支柱と補助張線で支持された複葉型式を用いている。発動機は水冷式発動機を装備し、これに固定式（プロペラピッチを変更する仕組みをもたない）2翅のプロペラを牽引式で装着した。
性能諸元
※使用単位についてはWikipedia:ウィキプロジェクト 航空/物理単位も参照
- 全長： 6.86 m
- 全幅： 8.00 m
- 全高： 2.92 m
- 主翼面積： 20.30 m2
- 自重： 580 kg
- 全備重量： 850 kg
- 発動機： アウストロ・ダイムラーAD6 水冷列型6気筒185HP
- 最大速度： 187 km/h
- 航続距離： 2.5時間
- 実用上昇限度： 5,000 m

- 乗員： 1 名
- 武装： シュワルツローゼ M7 8 mm機銃 ×1又は2